# Кото (Хабаровский край)
Кото — посёлок при одноимённой станции в Ванинском районе Хабаровского края, входит в состав Кенадского сельского поселения.

## Население
| 2002 | 2010 | 2011 | 2012 | 2021 |
| ---- | ---- | ---- | ---- | ---- |
| 28   | ↗30  | →30  | ↗74  | ↘11  |